# Filippos Darlas
Filipos Darlas (grekiska: Φίλιππος Δάρλας), född 23 oktober 1983 i Agrinio, Grekland, är en grekisk fotbollsspelare (vänsterback) som för närvarande är utan klubb. År 2006, när Darlas spelade i Panathinaikos, blev han kallad av Otto Rehhagel till spel i Greklands landslag. Han hade tidigare spelat i U21-landslaget.